# Cecil William Chase Parr
Cecil William Chase Parr CMG (* 1871; † 1943) war ein britischer Kolonialgouverneur in Britisch-Nordborneo.
Er übernahm das Amt 1913 von F. W. Fraser, der nach dem Tod von James Scott Mason von 1912 bis 1913 zum zweiten Mal stellvertretend als Gouverneur amtierte. Fraser vertrat auch Parr von 1915 bis 1916. Von 1917 bis 1921 war Parr Resident in Pahang und von 1921 bis 1926 in Perak. Er wurde 1923 Companion des Order of St. Michael and St. George.